# Le Grand Sommeil (film, 1978)
Pour les articles homonymes, voir Le Grand Sommeil.
Pour plus de détails, voir Fiche technique et Distribution.
Le Grand Sommeil (The Big Sleep) est un film américano-britannique réalisé par Michael Winner et sorti en 1978. Il s'agit d'une adaptation du roman du même nom de Raymond Chandler.

## Synopsis
Embauché par le général Sternwood pour enquêter sur une affaire de chantage dont est victime sa fille, Camilla Sternwood, Philip Marlowe rend visite à un bouquiniste nommé Geiger qui est bientôt retrouvé mort. Marlowe découvre alors que les deux filles du général mènent une double vie dont il entend bien découvrir le mot de la fin.

## Fiche technique
- Titre français : Le Grand Sommeil
- Titre original :  The Big Sleep
- Réalisation : Michael Winner
- Scénario : Michael Winner, d'après le roman Le Grand Sommeil (The Big Sleep) de Raymond Chandler
- Musique : Jerry Fielding
- Photographie : Robert Paynter
- Cadreur : Ronnie Taylor
- Direction artistique : John Graysmark
- Costumes : Ron Beck
- Montage : Frederick Wilson
- Production : Jerry Bick, Lew Grade, Elliott Kastner et Michael Winner
- Sociétés de production : ITC Entertainment et Winkast Film Productions
- Distribution : ITC Film Distributors (Royaume-Uni), United Artists (États-Unis)
- Pays de production :  Royaume-Uni,  États-Unis
- Format : Couleurs - Mono
- Genre : Néo-noir[1]
- Durée : 99 minutes
- Dates de sortie[2] :
  - États-Unis : 13 mars 1978
  - Royaume-Uni : 7 avril 1978
  - France : 10 mai 1978

## Distribution
- Robert Mitchum (VF : Claude Bertrand) : Philip Marlowe
- Sarah Miles : Charlotte Sternwood
- Richard Boone (VF : Raymond Loyer) : Lash Canino
- Candy Clark : Camilla Sternwood
- Joan Collins (VF : Martine Messager) : Agnes Lozelle
- Edward Fox (VF : Jean Roche) : Joe Brody
- John Mills (VF : Philippe Dumat) : l'inspecteur Jim Carson
- James Stewart (VF : Michel Etcheverry) : le général Sternwood
- Oliver Reed (VF : Sady Rebbot) : Eddie Mars
- Harry Andrews (VF : Jean-Henri Chambois) : Norris
- Colin Blakely : Harry Jones
- Richard Todd (VF : Gabriel Cattand) : le commandant Barker
- Diana Quick (en) : Mona Grant
- James Donald : Inspecteur Gregory
- Martin Potter : Owen Taylor

## Production
Le Grand Sommeil est la deuxième adaptation du roman de Chandler après celle sortie en 1946 et réalisée par Howard Hawks et mettant en vedette Humphrey Bogart et Lauren Bacall. Le film de Winner est également la dernière de quatre adaptations de Chandler réalisées entre 1969 et 1978, les trois autres étant Marlowe de Paul Bogart, Le Privé de Robert Altman et Adieu ma jolie, réalisé par Dick Richards.
Dans son film, Winner a transposé l’action du Los Angeles des années 1940 à l’Angleterre des années 1970 et Marlowe y est un Américain expatrié. Robert Mitchum, qui interprète le détective, avait déjà incarné le même personnage deux ans auparavant dans Adieu ma jolie.  Il devient ainsi le seul acteur à avoir joué Marlowe à deux reprises au cinéma.